# Irmela Hofmann
Irmela Felicitas Anna Magdalena Hofmann, geborene Irmela Eberlein (* 24. August 1924 in Kupferberg/Hirschberg; † 23. August 2003 in Erbach) war eine deutsche Seelsorgerin und Autorin.

## Leben
Irmela Felicitas Anna Magdalena Eberlein wurde als drittes von zehn Kindern geboren. Ihre Eltern waren der Pfarrer Hellmut Eberlein (1890–1957) und Hildegard, geb. Thiel (1899–1964).
Nach der Flucht im Zweiten Weltkrieg wohnte sie mit ihrer Familie in Lorch (Württemberg) und heiratete am 24. August 1952 Horst-Klaus Hofmann. Irmela und Horst-Klaus Hofmann hatten fünf Kinder.
Sie war 1948 Mitgründerin des Irenenrings, einer evangelischen Laienkommunität für ledige Frauen. Nach der Heirat engagierte sie sich mit ihrem Mann in der christlichen Jugendarbeit. Mit ihrem Mann gründete sie 1968 in Bensheim die Großfamilien der Offensive Junger Christen.

## Werk
Bücher
- Lebenslänglich. Ein engagierter Beitrag zum Thema Ehe - heute, Aussaat, Wuppertal 1972, ISBN 3-7615-0095-5 und 1987, ISBN 3-7615-3034-X
- ... so zwitschern auch die Jungen. Ein Beitrag zum Gespräch zwischen Jung und Alt, 1973/1982, ISBN 3761531672
- Kein Tag wie jeder andere, 1978, Aussaat Verlag, Wuppertal
- werden wir morgen noch lieben können? Chancen und Krisen in Ehe, Familie und Freundschaft, OJC 1979
- Ermutigung zur Nachfolge. Erfahrungen und Einsichten aus befreiender Seelsorge, 1981, ISBN 376552249X
- Kennen Sie ihn, 1983, R. Brockhaus Verlag, Wuppertal
- Ein cooler Typ - Der Anfang einer Liebe, 1982, Brendow Verlag, Moers
- Klaus bleib cool - Die Krise einer Freundschaft, 1983, Brendow Verlag, Moers
- Wenn ihr betet.... Gedanken zum Vaterunser, 1987, ISBN 387067315X
- Anstiftungen - Chronik aus 20 Jahren Großfamilie, 1988
- Wenn die Liebe hinfällt. Wider die Einsamkeit zu zweit, Brendow Moers 1991, ISBN 387067394X
- Sprachlos zu zweit? Wege zum Gespräch in der Partnerschaft, Brunnen 1996/1997, ISBN 3765551740
- Ausbruch. Abenteuer einer Großfamilie, Brunnen 1998/1999, ISBN 3765563293
- Praxisbuch Biblische Schauspiele. Dialoge. Themen. Rollen. Kostümvorschläge, Hänssler 2002, ISBN 3775134158

Schauspiele
- Wo ist der Dritte
- Totalschaden

## Ehrungen
Im Jahre 1989 wurde Irmela Hofmann für ihr Lebenswerk und „beispielhaftes Wirken aus christlicher Freiheit und Verantwortung in Gesellschaft und Politik“ vom baden-württembergischen Ministerpräsidenten Lothar Späth der Traugott-Bender-Preis verliehen.

## Stiftung
Am 24. August 2004 wurde aus Anlass des 80. Geburtstags und des ersten Todestages von Irmela Hofmann die OJCOS-Stiftung gegründet.

## Zitate
„Die Liebe ist die einzige Währung, die im Himmel noch gültig ist.“